# Bizzy Bone
Bizzy Bone, pseudonimo di Byron Anthony McCane II (Columbus, 12 settembre 1976), è un rapper statunitense, è uno dei cinque membri del famoso gruppo hip hop Bone Thugs-n-Harmony.

## Biografia
Nasce il 12 settembre 1976, e la sua infanzia è alquanto tormentata, è costretto a cambiare diverse case, i soldi della sua famiglia sono pochi ma fatto ancor più grave che lo segnerà per tutta la sua vita è la violenza subita ad opera del suo patrigno e che Bizzy confessa alcuni anni fa nel corso di un'intervista con l'intento di venire incontro a tutti quei bambini che hanno subito violenze e soprusi da parte di adulti e che non sanno a chi chiedere aiuto.
La vita artistica di Bizzy Bone inizia quando nel 1989 decide di andare a vivere con il suo padre biologico e sua sorella a Cleveland, Ohio, e qui incontra Layzie Bone, Krayzie Bone, Wish Bone e Flesh n Bone, con i quali divide la sua passione per la musica hip hop.
Lo stile di Bizzy Bone è unico, la metrica è incredibilmente veloce, la sua voce inconfondibile e assieme ai suoi compagni apportano un'innovazione nel mondo del West Coast Rap.

## Discografia

### Album in studio
- 1998 - Heaven'z Movie
- 2001 - The Gift
- 2004 - Alpha and Omega
- 2005 - Speaking in Tongues
- 2006 - Thugs Revenge
- 2006 - The Story
- 2006 - The Midwest Cowboy
- 2007 - Trials & Tribulations
- 2008 - A Song for You
- 2010 - Crossroads: 2010

### Album indipendenti
- 2004 - The Beginning and the End
- 2008 - Ruthless
- 2009 - Back with the Thugz
- 2009 - Back with the Thugz Part 2
- 2014 - The Wonder Years: 2014

### EP
- 2005 - For the Fans Vol. 1
- 2010 - Crossover 2010 EP

### Album collaborativi
- 2005 - Bone Brothers (con Layzie Bone)
- 2005 - Bone Collector (con Q Loco)
- 2005 - Bone Brothers 2 (con Layzie Bone)
- 2005 - Bone Brothers 3 (con Layzie Bone)
- 2005 - Still Creepin on Ah Come Up (con Layzie Bone)
- 2005 - Thug Pound (con Bad Azz)
- 2005 - The Best of Bone Brothers (con Layzie Bone)
- 2005 - Destination Ailleurs (con Papillon Bandana)
- 2005 - Bone Collector 2 (con Q Loco)
- 2005 - Bone Brothers IV (con Layzie Bone)
- 2005 - Countdown To Armageddon (con Ac Killer)

### Raccolte
- 2007 - The Best of Bizzy Bone
- 2010 - The Best of Bizzy Bone 2
- 2010 - Greatest Rapper Alive
- 2011 - Mr. Ouija